# Mohamad Ali Joyastehpur
Mohamad Ali Joyastehpur (en persa: محمدعلی خجسته‌پور‎; Irán, 1 de julio de 1931-2007) fue un deportista iraní especialista en lucha libre olímpica donde llegó a ser subcampeón olímpico en Melbourne 1956.

## Carrera deportiva

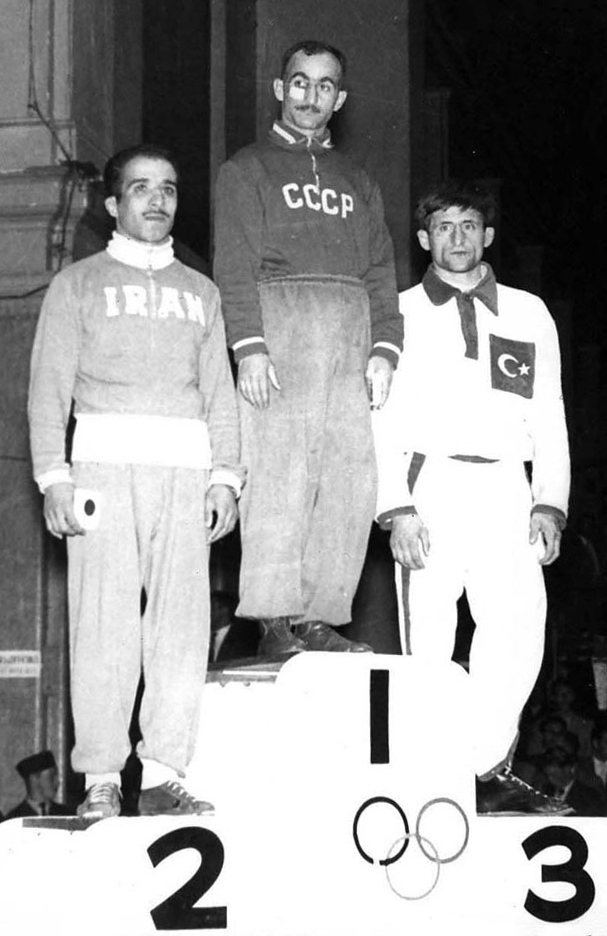
Mohammad Ali Khojastehpour (izq.), 1956

En los Juegos Olímpicos de 1956 celebrados en Melbourne ganó la medalla de plata en lucha libre olímpica estilo peso mosca, siendo superado por el soviético Mirian Tsalkalamanidze (oro) y por delante del turco Hüseyin Akbaş (bronce).